# Rudolf Heß

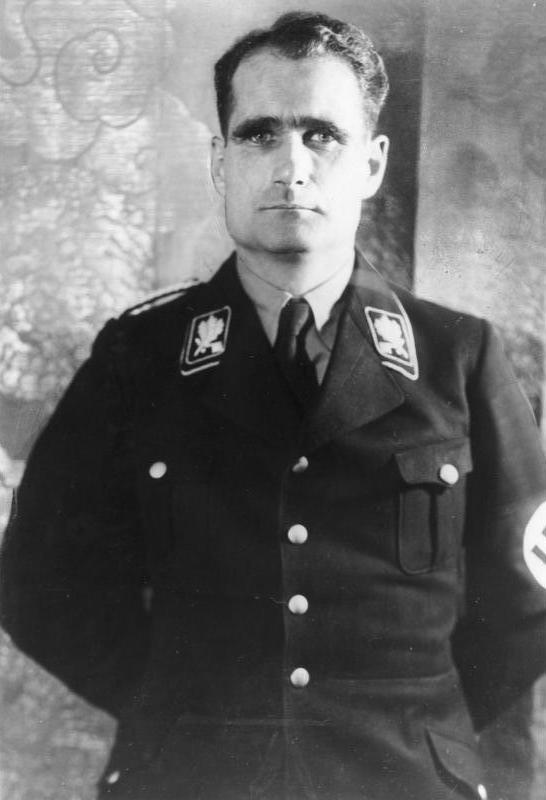
Rudolf Heß (1935)

Rudolf Walter Richard Heß [hɛs] (auch Hess; * 26. April 1894 in Alexandria, Ägypten; † 17. August 1987 in West-Berlin) war ein deutscher Politiker (NSDAP). Heß war ab 1933 Reichsminister ohne Geschäftsbereich und ab 1939 Mitglied des Ministerrates für die Reichsverteidigung. Öffentlich tat sich Heß als fanatischer Anhänger des Führerkultes und überzeugter Antisemit hervor. 1933 ernannte ihn Adolf Hitler zu seinem Stellvertreter in der Parteileitung. Am 10. Mai 1941 flog Heß in das Vereinigte Königreich, um die britische Regierung zu einem Friedensschluss zu bewegen. Er geriet in Kriegsgefangenschaft und wurde 1945 dem Internationalen Militärgerichtshof in Nürnberg überstellt. Er war einer der 24 Angeklagten im Nürnberger Prozess gegen die Hauptkriegsverbrecher. Heß wurde am 1. Oktober 1946 in zwei von vier Anklagepunkten schuldig gesprochen und zu lebenslanger Haft verurteilt. 1987 beging er im Kriegsverbrechergefängnis Spandau Suizid.

## Leben

### Familie, Kindheit und Jugend

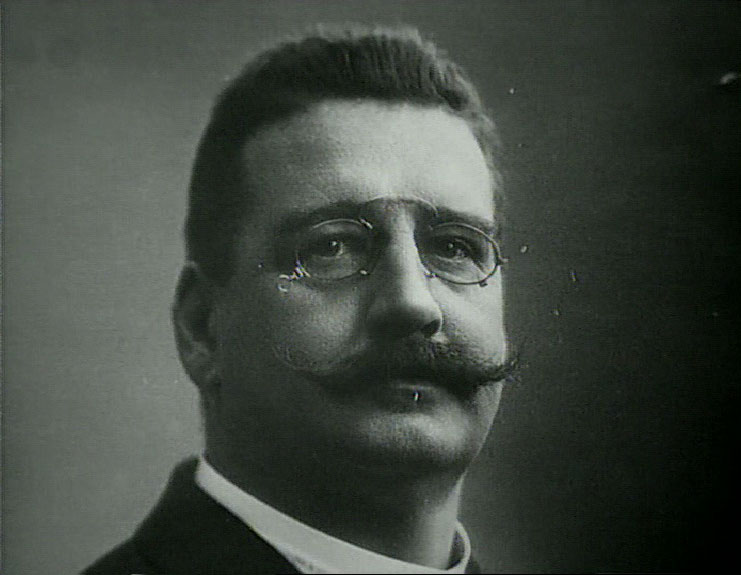
Fritz Heß, der Vater von Rudolf Heß

Die Familie Heß stammte aus Böhmen. Sie ließ sich in den 1760er-Jahren im oberfränkischen Wunsiedel nieder, wo Peter Heß eine Tradition als Schuhmacher begründete. Johann Christian Heß, der Großvater von Rudolf Heß, ging 1849 nach Triest und heiratete 1861 Margaretha Bühler, die Tochter eines Schweizer Konsuls. Nach der Geburt von Johann Fritz Heß, dem Vater von Rudolf Heß, siedelte die Familie ins ägyptische Alexandria über. Johann Christian Heß gründete die Importfirma Heß & Co., die im Jahr 1888, als Johann Fritz Heß die Firma übernahm, zu den führenden Handelshäusern der Stadt gehörte.
Rudolf Heß wurde am 26. April 1894 in Ibrahimieh, einem Vorort von Alexandria, geboren. Seine Mutter Clara (geb. Münch) entstammte ebenfalls einer fränkischen Kaufmannsfamilie.
Er wuchs in Alexandria in der deutschsprachigen Gemeinschaft der Stadt auf und hatte wenig Kontakt zu den Einheimischen oder den Briten, die Ägypten als Kolonialmacht verwalteten. Daher lernte er auch kein Englisch. Er besuchte nur kurzzeitig die Deutsche Schule und wurde dann zusammen mit seinem Bruder Alfred vom deutschen Hauslehrer Rudolf Haffner unterrichtet. Heß’ Vater war sehr autoritär und bei seinen Kindern gefürchtet.
1908 wurde er zu seiner Gymnasialausbildung in ein evangelisches Internat, die Otto-Kühne-Schule in Godesberg bei Bonn, geschickt und kehrte nie wieder nach Ägypten zurück. Seine Lehrer bescheinigten ihm ein Interesse an Astronomie, Physik und Mathematik. Nach dem Abitur an der École Supérieure de Commerce in Neuchâtel (Schweiz) begann er eine kaufmännische Ausbildung in Hamburg, zu der ihn sein Vater gezwungen hatte.

### Erster Weltkrieg
Weil er schon früh wusste, dass er für den Kaufmannsberuf nicht gut geeignet war, nutzte er den Ausbruch des Ersten Weltkriegs, um sich über die Wünsche des Vaters hinwegzusetzen. Im August 1914 trat Heß freiwillig ins bayerische 7. Feldartillerieregiment ein, ließ sich aber schon im September zum bayerischen 1. Infanterieregiment versetzen, mit dem er von 1914 bis 1916 an der Westfront (darunter bei Verdun) war. Ende 1916 wurde er dem bayerischen Reserveinfanterieregiment 18 zugeteilt und diente bis zu seiner dritten Verwundung im August 1917 an der rumänischen Front. Im Oktober 1917 wurde er zum Leutnant der Reserve befördert. Nach einer Zwischenstation beim Ersatzbataillon des Infanterie-Leibregiments absolvierte er im Frühjahr 1918 eine Motorenausbildung für Flugzeugführer im Fliegerhorst Lechfeld bei Augsburg und schloss im September die Pilotenausbildung ab. Er nahm an keinen Kampfeinsätzen teil, sondern beteiligte sich nur an der Rückverlegung der bayerischen Jagdstaffel 35, als ihn die Informationen über die Friedensverhandlungen erreichten.
Heß war vom Krieg begeistert und zeigte sich bis zum Ende in Briefen davon überzeugt, dass das Heer noch in genauso gutem Zustand wie 1914 sei. Die Schuld an der Kriegsniederlage gab er der USPD. Enttäuscht war er vom Versailler Vertrag, den er als Ergebnis eines „Lug- und Trugspiels“ von Präsident Wilson sah: „An den Frieden darf man nicht denken. […] Das einzige, das mich hochhält, ist die Hoffnung auf den Tag der Rache, auch wenn er noch so fern ist“, schrieb er 1919 an seine Eltern.

### Nationalsozialismus

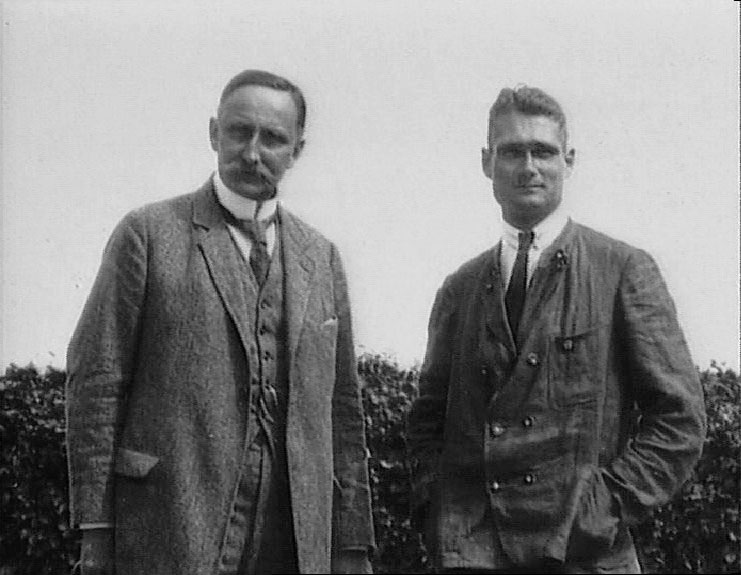
Karl Haushofer (links) mit Rudolf Heß, um 1920

#### Die frühen Jahre (1919–1923)
Nach dem Krieg war Heß mittellos, weil die Briten die Firma seiner Eltern in Alexandria enteignet hatten. Er ging in das von der Räterepublik regierte München und begann im Wintersemester 1919/1920 mit Ausnahmegenehmigung an der dortigen Universität ein Studium der Volkswirtschaft, Geschichte und Jurisprudenz. Einen Teil seiner Studien absolvierte er bei dem Professor für Geopolitik, Karl Haushofer, den er im April 1919 über einen Fliegerkameraden kennenlernte und mit dem sich schon bald eine über das akademische Umfeld hinausgehende Freundschaft entwickelte, die zeitlebens hielt.
In dieser Zeit fand Heß Kontakt zu nationalistischen Kreisen, als er zur Organisation „Eiserne Faust“ stieß. Er wurde auch Mitglied der Thule-Gesellschaft. Als Mitglied des Freikorps von Franz Ritter von Epp beteiligte er sich an der Niederschlagung der Münchner Räterepublik. Hier traf er unter anderem auch auf Hauptmann Ernst Röhm und trat in der Folgezeit auch den Artamanen bei. So wurde Heß auch mit Heinrich Himmler bekannt. Ab Jahresbeginn 1920 war bei Heß eine deutliche Radikalisierung in den politischen Anschauungen feststellbar. Angezogen fühlte er sich vor allem durch die Aktivitäten der Deutschen Arbeiterpartei (DAP).
Im April 1920 lernte Heß in einer Münchener Pension die Studentin Ilse Pröhl (1900–1995) kennen. Pröhl fühlte sich von Anfang an zu Heß hingezogen, doch dieser ließ sich nur langsam auf eine Beziehung ein. Er wies sie über Jahre hinweg ab und nahm kein Intimverhältnis auf.
Am 19. Mai 1920 traf Heß bei einem NSDAP-Abend erstmals auf Adolf Hitler. Pröhl zufolge war Heß von Hitler sofort fasziniert. Am 1. Juli 1920 trat er der Partei bei und erhielt die Mitgliedsnummer 1600. Er gründete mit anderen Gesinnungsgenossen im Herbst 1920 den „1. Münchner NS-Studentensturm“, den Vorläufer des späteren Nationalsozialistischen Studentenbundes.
In dieser Zeit bildete sich Heß’ enge Bindung – laut Rainer F. Schmidt eine „hündische Geducktheit“ und Ergebenheit – gegenüber Hitler aus, die seine eigene Persönlichkeit fast ganz verschwinden ließ. In ihm fand Heß einen Ersatz für die dominante Vaterfigur, mit der er aufgewachsen war. Im November 1921 gewann er in einem Preisausschreiben zum Thema „Wie muss ein Mann beschaffen sein, der Deutschland wieder in die Höhe führt?“ den ersten Preis mit einer frühen Ausformulierung des Führermythos. Er beschrieb darin einen Diktator voller Kälte, Leidenschaft und Selbstlosigkeit, der deutlich an das Bild Hitlers angelehnt war und mit Propaganda und Brutalität gegen den Marxismus, den Parlamentarismus sowie die „Juden und […] jüdisch verseuchten Freimaurer“ vorging. Heß gehörte mit Dietrich Eckart, Alfred Rosenberg, Hermann Esser und Hans Frank zum engsten Kreis von Bewunderern, die dem „Führer“ erwartungsvoll das Charisma zuschrieben, auf das er später erfolgreich seine Herrschaft aufbauen sollte. Auch bei der Herstellung von Kontakten machten sie sich unentbehrlich. Heß etwa stellte Hitler Erich Ludendorff vor, eine symbolische Führungsfigur der republikfeindlichen Rechten, die Hitler in der Folge nützlich werden sollte.
Heß’ ausgeprägter Antisemitismus zeigte sich bereits nach dem Krieg. Nach dem Kapp-Putsch beklagte er Anfang 1920, eine „kraftvolle Regierung“ sei nicht zustande gekommen und es gebe keinen „Diktator“, der „gegen die Judenwirtschaft“ auftrete. Im selben Jahr schrieb er, zu Beginn des Krieges noch ein „Judenfreund“ gewesen zu sein, doch dann habe er angefangen, „die Judenpresse mit offnen  Augen zu lesen“, und erkannt, welches „Gift […] zwischen den Zeilen floss und […] auf die Dauer seine Wirkung nicht verfehlte“. Es gebe eine „alldeutsche und eine alljüdisch beeinflusste“ Welt. In einem weiteren Brief äußerte Heß, die „künstliche Mauer zwischen Arbeitern und Bürgern“ werde bestehen bleiben, solange „das Judenpack Nutzen davon“ habe. 1920 befürwortete Heß – kurzzeitig – ein „Bündnis mit Sowjet-Rußland“, um „den Juden-Kapitalisten drüben bei der Entente“ und den „Schiebern u.  Wucherern“ im eigenen Land die Geschäfte zu verderben. Ein Jahr später behauptete Heß allerdings, in Russland habe „der Jude die Herrschaft in Händen“ und sei dabei, „die geknechtete Arbeiterschaft zum eigenen Vorteil“ zu missbrauchen.
Angesichts der Kreise, in denen er sich bewegte, hatte Heß von den Attentatsplänen gegen Reichsaußenminister Walther Rathenau zumindest Kenntnis. Als dieser am 24. Juni 1922 von Mitgliedern der Organisation Consul ermordet worden war, schrieb Heß höhnisch vom „Hinüberschweben [des] von den Arbeitern so vergötterten großen Milliardärs in den obersten jüdischen Himmel“.
An den Planungen zum Hitlerputsch 1923 war Heß nicht beteiligt. Am 8. November 1923 beteiligte er sich an der Festsetzung einiger hochrangiger Geiseln, unter anderem des Ministerpräsidenten Eugen Ritter von Knilling. Mit dem Innenminister Franz Xaver Schweyer und dem Landwirtschaftsminister Johannes Wutzlhofer als Geiseln sowie zwei SA-Männern als Bewachung fuhr er anschließend in Richtung Bad Tölz, um die Minister „möglichst lange noch festhalten zu können“. Auf der Fahrt wurden nach Aussage von Beteiligten und Zeitzeugen mehrfach Scheinhinrichtungen inszeniert, indem Heß und ein SA-Mann im verschneiten Wald ausgestiegen seien, um die Umgebung genau in Augenschein zu nehmen. Während Heß gemeinsam mit dem Fahrer des Wagens für längere Zeit mit dem Besitzer einer einsam gelegenen Villa über eine Übernachtungsmöglichkeit verhandelte, fuhren die SA-Männer nach einer einstündigen Wartezeit nach München zurück und ließen die Geiseln dort frei. Am Marsch auf die Feldherrnhalle nahm Heß selbst nicht teil. Nach dem Scheitern des Putsches floh er zunächst einige Tage nach Österreich und fand schließlich in München für drei Tage Unterschlupf bei der Familie Haushofer sowie vom 17. November 1923 bis 12. Mai 1924 bei dem Buchhändler Ernst Schulte Strathaus und dessen Frau in deren Haus in Irschenhausen in der Nähe des Starnberger Sees. Da er in der Öffentlichkeit noch vergleichsweise wenig bekannt war, konnte Heß es sich leisten, diese Verstecke immer wieder zum Spazierengehen, Skilaufen (wobei er sich Februar 1924 eine Schulterverletzung zuzug, die sogar im Wolfratshauser Krankenhaus behandelt werden musste), Telefonieren, für Treffen mit Ilse Pröhl oder zur Aufgabe von Postsendungen zu verlassen. Zudem war er ab Anfang 1924 mehrfach bei Haushofer zu Besuch. Bald steckbrieflich gesucht, stellte er sich im Mai 1924 in München der Justiz. Heß befürchtete eine Überweisung seines Falls an das Reichsgericht in Leipzig, wo ihm vermutlich eine härtere Bestrafung als durch ein bayerisches Gericht gedroht hätte, zumal Hitler in Bayern bereits eine milde Bestrafung erhalten hatte.

#### Privatsekretär Hitlers
Heß wurde zu 18 Monaten Festungshaft in der Justizvollzugsanstalt Landsberg verurteilt, wo auch Hitler seine Strafe verbüßte. Bei der Entstehung von Mein Kampf im Gefängnis führte Hitler lange Gespräche mit Heß, las ihm aus dem Manuskript vor, das dieser im Anschluss redigierte und auf einer Schreibmaschine ins Reine tippte. Inhaltlich nahm er – abgesehen von dem „Raumgedanken“ Haushofers, der ihn mehrmals im Gefängnis besuchte – wenig Einfluss, Mitautor oder Ghostwriter war er nie.
Heß’ Besucherliste wies von Mitte Mai bis Dezember 1924 14 Namen und 82 Einträge auf. In Landsberg arbeitete Heß zudem an einem Gesetzentwurf zur „Brechung der Zinsknechtschaft“, angelehnt an die Schrift Gottfried Feders. Trotz Heß’ Loyalität kam es in Landsberg sogar zu mehrwöchigen Spannungen mit Hitler anlässlich eines Disputs über Flugzeugmotoren, wobei Heß anders als Hitler auf praktische Erfahrungen verweisen konnte und ihm von einem schließlich zu Rate gezogenen Fachmann Recht gegeben wurde. Der „Konflikt“ bezog sich jedoch ausschließlich auf den fachlichen Aspekt dieser Frage, von einem Zerwürfnis konnte daher keine Rede sein.
Anfang 1925 wurde Heß aus der Haft entlassen. Beim Wiedereintritt in die NSDAP nach deren Neugründung erhielt er die Mitgliedsnummer 16, da mit der Neuaufstellung der NSDAP auch ein neues Parteiverzeichnis angelegt wurde.
Im April 1925 gab Heß seine Stelle als Hilfsassistent bei Karl Haushofer auf, mit dem ihn eine erotisch geprägte Freundschaftsbeziehung verband, und wurde Hitlers Privatsekretär. Sein Studium schloss er nicht mehr ab und machte von nun an, seitens der Öffentlichkeit weitgehend unbeachtet, Termine für Hitler, beantwortete Briefe und organisierte alle Abläufe um Hitler herum. Außerdem verwaltete er Hitlers private Einkünfte und baute den Vorläufer der späteren Parteikanzlei auf. Heß entfaltete in Hitlers Auftrag eine rege Reisetätigkeit, wofür ihm seit 1930 auch ein eigenes Flugzeug zur Verfügung stand. 1932 gewann er beim Sportflugwettbewerb „Rund um die Zugspitze“ den zweiten Platz, 1934 den ersten Platz. Ende der zwanziger Jahre etwa fuhr er nach Hamburg, um aus Wirtschaftskreisen Spenden für die NSDAP zu akquirieren. Es erschienen nur sechs Unternehmer, die auf Heß’ wenig konkrete Ausführungen zu Wirtschaftspolitik und kommunistischer Gefahr sarkastisch nachfragten, ob „denn Ihre NSDAP eine Art Wach- und Schließgesellschaft für den Großbesitz sein will?“. Spenden erhielt Heß keine. Heß war von naiver, aber aufrichtiger Verehrung und Unterwürfigkeit. Hitlers ungewöhnlich inniges Verhältnis zu Heß ließ bald Gerüchte über dessen homosexuelle Neigungen aufkommen. Angeblich verkehrte Heß in Münchner und Berliner Homosexuellenkreisen unter dem Decknamen „Schwarze Berta“. Um dem Gerede entgegenzutreten, heiratete Heß auf Geheiß Hitlers, der zusammen mit Karl Haushofer auch Trauzeuge war, am 20. Dezember 1927 in München Ilse Pröhl. Nach Ansicht des Historikers Manfred Görtemaker hat es jedoch keiner Vermittlung durch Hitler bedurft, um Heß zu einer Heirat zu veranlassen, denn dieser hatte schon 1922 an Pröhl geschrieben, es werde vielleicht nicht allzu lange dauern, „bis ein Arm unter den anderen greift“, und 1923 schrieb er bei einem Besuch im elterlichen Haus, er könne hoffentlich einmal mit ihr „in aller Ruhe hier hausen“. Die Heirat fand im Palais Bruckmann statt. Das Verhältnis der Eheleute blieb laut Rainer F. Schmidt in der Folge wenig intim. Das einzige gemeinsame Kind Wolf Rüdiger wurde zehn Jahre nach der Eheschließung geboren.
Im Juni 1928 trat Heß in der Zeitschrift Der S.A.-Mann mit einer Rechtfertigung des Hitlergrußes an die Öffentlichkeit, der zwei Jahre zuvor parteioffiziell eingeführt worden war; er sei keineswegs eine Übernahme des römischen Grußes, wie ihn die italienischen Faschisten verwendeten, sondern sei in der NSDAP bereits seit 1921 üblich gewesen. 1931 erhielt er ein eigenes Büro im Braunen Haus, das zur Keimzelle seines wachsenden Mitarbeiterstabes werden sollte. Nach dem Sturz des Reichsorganisationsleiters Gregor Strasser im Dezember 1932 übertrug Hitler Heß den Vorsitz der neu geschaffenen Politischen Zentralkommission der NSDAP. Der bis dahin in der Öffentlichkeit kaum bekannte und persönlich ehrgeizlose Heß wurde mit einem Schlag der zweitmächtigste Mann in der NSDAP.

#### Heß’ Zeit in der SS
Heß trat der SS am 1. November 1925 bei (SS-Nummer 50) und wurde am 20. Juli 1929, mit Wirkung vom 1. April 1925, Adjutant beim Reichsführer SS und zugleich persönlicher SS-Adjutant des „Führers“ Adolf Hitler (siehe auch obigen Abschnitt). Mit dem SA-Führerbefehl Nr. 6 vom 18. Dezember 1931 wurde Heß taggleich zum SS-Oberführer ernannt. Diese Ernennung wurde mit dem SA-Führerbefehl Nr. 1 „Neuaufstellung von SA und SS“ vom 1. Juli 1932 erneuert. Als solcher leitete Heß zwischen 1929 und dem 1. Oktober 1932 den SS-Oberabschnitt „Süd“ (damaliger Name „SS-Gau Süd“). Mit dem SA-Führerbefehl Nr. 10 vom 15. Dezember 1932 wurde er rückwirkend auf den 5. Dezember 1932 zum SS-Gruppenführer und mit dem SA-Führerbefehl Nr. 15 vom 1. Juli 1933 zum SS-Obergruppenführer ernannt. Doch bereits im September 1933 trat Heß aus der SS aus, durfte aber als „Stellvertreter des Führers“ weiterhin die Uniform eines SS-Obergruppenführers tragen.

#### Reichsminister und „Stellvertreter des Führers“

##### Hitlers Stellvertreter in der Parteileitung

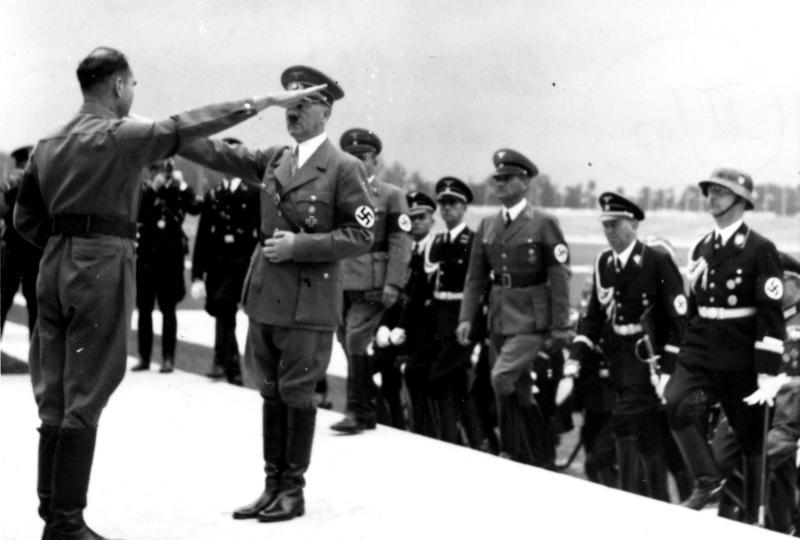
Heß (links im Bild) begrüßt Hitler beim Reichsparteitag in Nürnberg 1938

Am 21. April 1933 ernannte Hitler Heß zu seinem Stellvertreter in der NSDAP. In dieser Funktion nahm er ab Juni 1933 an den Sitzungen des Kabinetts teil. Seit Dezember 1933 war er als Reichsminister ohne Geschäftsbereich auch offiziell dessen Mitglied. Ebenfalls 1933 erhielt Heß den Rang eines SS-Obergruppenführers. Diesen Rang legte er im September 1933 ab und führte fortan nur noch den Titel „Stellvertreter des Führers“ (StdF). Ferner gehörte Heß 1933 zu den Gründungsmitgliedern der Akademie für Deutsches Recht. Weitere Karrierestufen waren die Aufnahme in den Geheimen Kabinettsrat im Februar 1938 und als ständiges Mitglied in den Ministerrat für die Reichsverteidigung Ende August 1939. Am 1. September 1939 bestimmte Hitler ihn für den Fall seines Todes zu seinem zweiten Nachfolger (nach Hermann Göring).
Wie groß Heß’ konkrete Macht in der Zeit des Nationalsozialismus tatsächlich war, ist in der wissenschaftlichen Literatur umstritten. Viele Autoren gehen davon aus, dass, obwohl Heß als Stellvertreter des Führers nahezu absolute Macht über die NSDAP gehabt habe, er dennoch faktisch machtlos gewesen sei. Er sei unfähig oder nicht willens gewesen, eigene Initiativen zu ergreifen, und habe sich daher auf repräsentative Aufgaben wie die Teilnahme an karitativen Veranstaltungen zurückgezogen. Das Tagesgeschäft habe er vielmehr seinem machtbewussten Stabsleiter Martin Bormann überlassen, der 1941 seine Funktionen auch offiziell übernehmen sollte. Heß’ Position in der nationalsozialistischen Polykratie war insgesamt eher schwach: Hitler, der den ihm Untergebenen keine klar abgegrenzten Kompetenzen zuwies, um sie nach dem Prinzip „Teile und herrsche“ miteinander rivalisieren zu lassen, hatte Heß den Ende 1932 neu eingerichteten Stabsleiter der Parteiorganisation Robert Ley nicht unterstellt. Somit hatte er keine Amtsgewalt über die diesem weiterhin unterstehenden politischen Leiter, die das eigentliche Rückgrat der NSDAP darstellten. Das Ergebnis waren langwierige Auseinandersetzungen zwischen den beiden, die den Parteiapparat lähmten. Erst 1941 verlor Ley in diesem Machtkampf das alleinige Recht, Hitler in Personalangelegenheiten vorzutragen, und damit einen entscheidenden Vorsprung vor Heß.
Der Würzburger Historiker Rainer F. Schmidt nimmt dagegen an, Heß habe eine starke Machtstellung besessen. Aus dem Gesetz zur Sicherung der Einheit von Partei und Staat vom Dezember 1933 leitete er für sich das Recht ab, sämtliche staatlichen Aktivitäten zu kontrollieren und ideologisch zu prüfen, was Hitler ihm in einem ad hoc erteilten Führerbefehl im Juli 1934 auch explizit zusprach. Eine weitere Machtausweitung brachte die Deutsche Gemeindeordnung vom 30. Januar 1935, die Heß das Recht gab, in jeder Gemeinde „Beauftragte der NSDAP“ zu ernennen, die darauf zu achten hatten, dass kommunale Ämter mit geeigneten Nationalsozialisten besetzt wurden. Im September 1935 erhielt Heß durch einen weiteren Führererlass die Befugnis, die weltanschauliche Eignung sämtlicher höherer Beamtenanwärter zu prüfen. Allerdings beschwerte sich Heß bald über die Gauleiter, die ihm nicht rechtzeitig Bericht über die Kandidaten erstatteten. Diese selbst blieben Hitler unmittelbar unterstellt und entzogen sich Heß’ Kontrolle. Insgesamt habe Heß nach Schmidts Ansicht ein „Imperium“ befehligt, „das dem eines Hermann Göring oder Heinrich Himmler kaum nachstand“. Seine Dienststelle wuchs bis 1936 auf 172 Mitarbeiter und verfügte mit dem Beauftragten für außenpolitische Fragen Joachim von Ribbentrop und der Heß unterstehenden Auslandsorganisation der Partei über eigene Instrumente, auf die Außenpolitik Einfluss zu nehmen, ja sogar über einen eigenen Geheimdienst. Erst in den Jahren ab 1936, als sich Hitler zunehmend der Außenpolitik und der Kriegsvorbereitung zuwandte, sei Heß’ Macht zunehmend geschwunden. Seit 1936 habe Heß, so der Historiker Richard J. Evans, fast nur noch repräsentative Aufgaben gehabt. Im Gegensatz dazu vertritt Görtemaker die Ansicht, dass die Bedeutung, die Heß „bis 1941 für Hitler, die NSDAP und den Nationalsozialismus besaß, kaum hoch genug zu veranschlagen“ sei. Seit 1936 verschlechterte sich Heß’ Gesundheitszustand. Die vielfältigen Symptome, unter denen er litt, ließ er zumeist mit alternativmedizinischen Methoden behandeln wie der Homöopathie oder der anthroposophischen Medizin, für die er sich wiederholt einsetzte.
Erfolglos war Heß schon zuvor mit seinen wiederholten Ermahnungen an die Amtsträger der NSDAP geblieben, nicht durch „protzenhaftes, überhebliches und undiszipliniertes Auftreten“ das Ansehen der Partei in der Öffentlichkeit zu beschädigen. Da er sich selbst an seine Appelle hielt, galt er bald als „Puritaner der Bewegung“. Heß gilt als einer der Protagonisten des Führerkults, dem er selbst bis zur Verleugnung der eigenen Persönlichkeit anhing. Bei den Massenveranstaltungen des Regimes kündigte er mit ehrlicher Begeisterung in der Stimme Hitlers Auftritt an. Im Juni 1934 erklärte er zum Beispiel:

„Unser aller Nationalsozialismus ist verankert in kritikloser Gefolgschaft, in der Hingabe an den Führer, die im Einzelfalle nicht nach dem Warum fragt, und in der schweigenden Ausführung dessen, was er befiehlt.“

Solche und ähnliche Aussagen stießen auch bei vielen Nationalsozialisten auf Ablehnung. Bedeutung gewannen sie aber, indem Heß stets vor den entscheidenden Stufen der Machteroberung an die Öffentlichkeit trat, etwa vor der Volksabstimmung über die Zusammenlegung der Ämter von Reichskanzler und Reichspräsident mit seiner Rede am 14. August 1934, die über alle deutschen Radiosender ausgestrahlt wurde. Hier stilisierte er Hitlers Lebenslauf, der, von ärmlichen Anfängen ausgehend, von der Vorsehung als Retter Deutschlands auserkoren sei und der „bewiesen hat, daß er die Verkörperung alles Guten im deutschen Menschen ist“.

##### Röhm-Krise
Während der Krise um die wachsenden Machtansprüche der SA stand Heß entschieden auf Hitlers Seite. Bereits im April 1933 hatte er allen Angehörigen der NSDAP untersagt, sich in die inneren Angelegenheiten von Wirtschaftsunternehmen einzumischen. Dies hatte die sich sozialistisch gerierende SA seit der Machtergreifung wiederholt getan. Im Januar 1934 schrieb er in einem Beitrag in den Nationalsozialistischen Monatsheften, der gleichzeitig auch im Völkischen Beobachter erschien, es gebe „für die S.A. […] nicht die geringste Notwendigkeit, ein Eigendasein zu führen“ – eine deutliche Warnung an Stabschef Ernst Röhm. Nachdem Röhms späterer Nachfolger Viktor Lutze ihm hinterbracht hatte, dass sich der SA-Chef am 28. Februar 1934 im betrunkenen Zustand abfällig über Hitler geäußert hatte („Verrat“, „dieser lächerliche Gefreite“), schickte ihn Heß sofort zum persönlichen Rapport zu Hitler auf den Berghof. Noch deutlicher gegen die SA wurde er bei der Aktion gegen Miesmacher und Kritikaster in einer Rundfunkansprache am 25. Juni 1934: Das Schlagwort von der „zweiten Revolution“, das Röhm seit Sommer 1933 verwendete, bemäntele nur ein „verbrecherisches Spiel … Weh dem, der die Treue bricht, im Glauben, durch eine Revolte der Revolution dienen zu können!“ Als am 30. Juni 1934 dann die blutige Ausschaltung der SA-Spitze begann, ging Heß gemeinsam mit Hitler die Todeslisten durch. Mit Max Amann rivalisierte er darum, persönlich Röhm erschießen zu dürfen. Der Mord wurde auf Befehl Hitlers einen Tag später von Theodor Eicke begangen. Im September 1934 rechtfertigte Heß öffentlich die Morde auf dem Reichsparteitag, der in Leni Riefenstahls Propaganda-Dokumentation Triumph des Willens festgehalten wird. Heß sprach Hitler mit den Worten an:

„Sie sind Deutschland: Wenn Sie handeln, handelt die Nation, wenn Sie richten, richtet das Volk. Unser Dank ist das Gelöbnis, in guten und in bösen Tagen zu Ihnen zu stehen, komme, was da wolle!“

##### Judenverfolgung
Die Judenverfolgung und Rassenpolitik stellten einen Schwerpunkt in Heß’ gesetzgeberischen Bemühungen dar. Bereits am 6. April 1933 übermittelte er Vorschläge „zur Regelung der Stellung der Juden“ an Julius Streicher, die die Bestimmungen des späteren „Blutschutzgesetzes“ vorwegnahmen und zum Teil darüber hinausgingen. Am 15. Mai 1934 wurde Heß als Stellvertreter des Führers das neue Rassenpolitische Amt der NSDAP unterstellt, das die verschiedenen rassenpolitischen Verantwortlichen innerhalb der nationalsozialistischen Polykratie koordinieren sollte. Heß beauftragte den Mediziner Walter Groß, dessen christlich-völkische Positionen er teilte, mit der Leitung. 1934 erließ Heß ein Verbot des persönlichen Umgangs mit Juden für alle Parteigenossen.
An der Ausformulierung der Nürnberger Rassegesetze nahm Heß persönlich teil. Seitdem trugen sämtliche Erlasse und Gesetze, die die zunehmende Entrechtung der Juden in Deutschland bestimmten, seine Unterschrift. Zunächst gehörte es zu Heß’ Aufgaben, die Mitglieder des Reichsausschusses zum Schutze des deutschen Blutes vorzuschlagen, die Hitler dann ernannte. Die vom Reichsausschuss vorgeschlagenen Entscheidungen, wer als „Jüdischer Mischling“ zu gelten habe und wem eine Ausnahmegenehmigung erteilt werden könne, mussten von seinem Stab gebilligt werden. 1935 warb er in einem Rundschreiben für die Zwangssterilisationen, die das Gesetz zur Verhütung erbkranken Nachwuchses vorsah: Als Nationalsozialist dürfe man sich „niemals, ganz besonders nicht durch konfessionelle Einflüsse, zu einer ablehnenden Haltung […] verleiten“ lassen. Im selben Jahr bekannte er sich in einer Rede in Goslar zum verschwörungstheoretischen Schlagwort vom „Jüdischen Bolschewismus“, der die Schuld am Versailler Vertrag, an Hunger und Arbeitslosigkeit trage, da er Deutschland dadurch „geistig und organisatorisch auf die Bolschewisierung“ habe vorbereiten wollen. Noch deutlicher wurde Heß in seiner Rede auf dem Reichsparteitag 1936, in der er den Spanischen Bürgerkrieg als Kampf zwischen Juden und den Völkern, die in ihnen ihren „Jahrtausende alten Feind“ erkannt hätten, bezeichnete, und prophezeite als Ergebnis dieses Kampfes den „Untergang des jüdischen Volkes“. Seit September 1939 wiederholte Heß in fast allen seinen Reden, dass die tiefere Ursache des Zweiten Weltkriegs in jüdischen Machenschaften zu suchen sei.
1937 war Heß an Planungen beteiligt, den Juden im Deutschen Reich Sondersteuern aufzuerlegen. Im Zuge der Arisierungspolitik sprach sich Heß dagegen aus, verbindlich zu definieren, was genau ein „jüdischer“ Betrieb sei. Seines Erachtens reiche es aus, wenn sich 25 % des Kapitals in jüdischen Händen befanden. Er war zudem Mitunterzeichner des Gesetzes über Mietverhältnisse mit Juden vom 30. April 1939, das Juden vom gesetzlichen Mieterschutz ausnahm. Im Juli 1939 wies er die Gestapo an, Paare, deren Eheschließungsanträge aus rassischen Gründen abgelehnt worden waren, zu observieren, um ein Zusammenleben ohne Trauschein zu verhindern.
Heß, der immer wieder pflichtgemäßes Handeln im Sinne der Parteiideologie anmahnte und im Gegensatz zu anderen prominenten Nationalsozialisten jede Günstlingswirtschaft ablehnte, nutzte allerdings seinen Einfluss, dass die Familie seines Mentors Karl Haushofer, dessen Ehefrau Martha Haushofer nach der nationalsozialistischen Rassendefinition als „Halbjüdin“ galt und ihr Sohn Albrecht somit als „jüdischer Mischling zweiten Grades“, von Verfolgung unbehelligt blieb.
Im November 1940 beanstandete der Stellvertreter des Führers die Einführung des deutschen Strafrechts in den eingegliederten Ostgebieten als Fehler und forderte ein besonderes Strafrecht und Einführungsgesetz zum Strafprozessrecht für Polen. In einem Vermerk, mit dem der Entwurf der „Ministerratsverordnung über die Strafrechtspflege gegen Polen und Juden“ am 22. April 1941 verschickt wurde, hieß es, dass diese Vorschläge „dem Wunsch des Stellvertreters des Führers weitgehend Rechnung“ trügen, allerdings im „drakonischen Sonderstrafrecht“ von der gewünschten Prügelstrafe abgesehen werde.

#### Flug nach Großbritannien
Seit Mitte September 1940 unternahm Heß, anfänglich mit dem dortigen Chefpiloten Willi Stör, Übungsflüge vom Werksflugplatz der Messerschmitt AG in Haunstetten mit einer Messerschmitt Bf 110 E-1/N (Werk-Nr.: 3869). Den Leiter der Werke, Willy Messerschmitt, kannte er noch aus dem Ersten Weltkrieg; zudem schuldete Messerschmitt Heß einen Gefallen, da dieser durch seine Intervention die Übernahme des Werksgeländes durch die Stadt Augsburg zur Errichtung eines Straßenbahndepots verhindert hatte. Zugleich ließ sich Heß über seine Sekretärin seit Herbst 1940 bei der Zentralen Wetterdienstgruppe der Luftwaffe (ZWG) in Wildpark bei Potsdam täglich eigentlich geheime Wetterdaten über die Wetterlage über der Nordsee und den britischen Inseln übermitteln. Am 10. Mai 1941 gegen 18 Uhr flog Heß allein – nach drei Fehlversuchen seit Ende 1940, zwei davon technischer Natur – von diesem Werksflugplatz nach Schottland, um in Dungavel Castle (South Lanarkshire) mit Douglas Douglas-Hamilton, 14. Duke of Hamilton, den er für den Anführer der britischen Friedensbewegung und Gegner von Premierminister Winston Churchill hielt, über einen Frieden zu verhandeln. Ein Horoskop, das ihm den 10. Mai „als erfolgversprechenden Tag für eine Reise im Interesse des Friedens“ benannte, hatte ihm sein Stabsmitarbeiter Ernst Schulte Strathaus beschafft. Vor seinem Abflug hatte Heß seinen Adjutanten beauftragt, Hitler einen Brief zu überbringen, in dem er seine Beweggründe und Absichten darlegte. Heß hatte Douglas-Hamilton 1936 bei den Olympischen Spielen in Berlin kennengelernt. Gegen 23 Uhr sprang er mit dem Fallschirm ab, da die dortige Rasenpiste für die Messerschmitt mit ihrer hohen Landegeschwindigkeit zu kurz war, und geriet in britische Kriegsgefangenschaft. Sein Flug wurde von der nationalsozialistischen Regierung in der Öffentlichkeit als Verrat gewertet und Heß für geisteskrank erklärt. Am 13. Mai sprach Hitler zu den Reichs- und Gauleitern über Heß’ Flug. Dabei versuchte er, das ursprünglich vermittelte Bild vom „verrückten Heß“ zu korrigieren, indem er dessen Motive erläuterte. In der Bevölkerung kursierte der Flüsterwitz: „Brauner Wellensittich entflogen. Abzugeben Reichskanzlei“. In Bezug auf die Versuche der Regierung, Heß als geisteskrank darzustellen, wurde der Witz erzählt, wonach Heß Churchill auf dessen Frage „Sie sind also der Verrückte?“ geantwortet habe: „Oh nein, nur der Stellvertreter.“

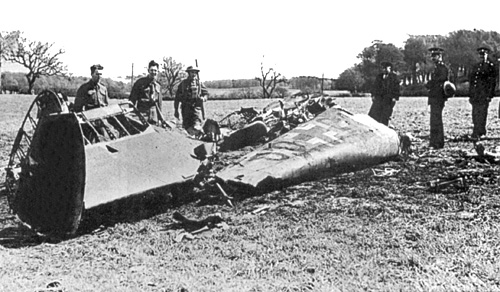
Das Wrack von Heß’ Messerschmitt Bf 110 E-1/N (12. Mai 1941)

Der ehemalige Sekretär der britischen Botschaft in Berlin, Ivone Kirkpatrick, reiste nach Schottland, um Heß zu vernehmen. Dieser erläuterte ihm in einem weitschweifigen Vortrag, den er vorbereitet hatte, Großbritannien habe sich seit dem Abschluss der Entente cordiale 1904 Deutschland ständig entgegengestellt; da es auf alle Friedensangebote Hitlers nur „mit Verachtung“ reagiert habe, sei diesem gar nichts anderes übrig geblieben als der Krieg. In diesem Krieg sei Deutschland materiell und strategisch überlegen, weshalb es für Großbritannien das Beste sei, sofortige Friedensverhandlungen aufzunehmen: Hitler, der von seinem Flug nichts wisse, hege keinerlei Pläne gegen Großbritannien oder seine außereuropäischen Besitzungen, an eine Weltherrschaft denke er nicht. Seine Interessensphäre liege vielmehr in Europa und, wie Heß auf Kirkpatricks Nachfrage präzisierte, in der Sowjetunion. Dieses Angebot bot für die Briten nichts Neues, denn es entsprach genau dem Friedensappell, den Hitler am 19. Juli 1940 öffentlich ausgesprochen hatte. Als die Briten Genaueres über die außenpolitischen Pläne des nationalsozialistischen Deutschland erfahren wollten, etwa über die Rolle, die die Republik Irland in Hitlers Plänen spielte, oder seine Planungen in Bezug auf die USA, wusste Heß wenig zu sagen: Zu eigenständigen außenpolitischen Akzentsetzungen, die über ein bloßes Rekapitulieren der oft gehörten Ansichten Hitlers hinausgingen, war er nicht in der Lage.
Heß wurde nach London gebracht. Churchill befahl, ihn streng zu isolieren, aber angemessen zu behandeln. Am 20. Mai 1941 wurde er in die Maryhill-Kaserne und schließlich nach Mytchett House in der Nähe von Aldershot in Surrey verlegt. Eine von 17 Offizieren der polnischen Exilarmee in Großbritannien während dieser Verlegung geplante Entführung und Ermordung Heß’ wurde vom britischen Inlandsgeheimdienst MI5 verhindert. Das Haus wurde mit Mikrofonen und Tonaufzeichnungsgeräten ausgestattet. Drei MI6-Offiziere waren mit der Aufgabe betraut, die Gespräche von Heß – oder „Z“, wie er jetzt genannt wurde – auszuwerten. Um noch mehr Informationen aus ihm herauszulocken, traf sich am 9. Juni der ehemalige Appeasement-Politiker John Simon mit Heß. Die beiden hatten sich bereits 1935 bei einem britischen Staatsbesuch in Berlin kennengelernt. Doch auch Simon gegenüber wiederholte Heß immer nur dieselben, wenig reflektierten Vorstellungen: Weder hatte er irgendwelche tiefer gehenden Kenntnisse über Hitlers außenpolitische Pläne, noch war er mit der britischen Außenpolitik vertraut, von der er zu Simons Erstaunen annahm, sie hätte traditionell keinerlei Interessen auf dem Kontinent. In den Friedensbedingungen, die Heß präsentierte, war enthalten, dass Deutschland und Italien auf dem Kontinent und England im Empire freie Hand haben sollten. Zudem wurden die Rückgabe der deutschen Kolonien, eine Entschädigung der Auslandsdeutschen für vom Empire erlittene Verluste sowie der Abschluss eines Friedens mit Italien gefordert. Simon, der feststellte, dass Heß’ „Stellung und Autorität in Deutschland einen Niedergang durchgemacht“ hätten, zog den Schluss, dass Heß von dem Wunsch getrieben sei, Hitler „einen immensen Dienst“ zu leisten und „durch sein Handeln einen frühen Friedensschluss nach Hitlers Vorstellung herbei[zu]führen“, was auch „seine Stellung befestigen“ würde. Dieses Gespräch überzeugte die Briten, dass Heß tatsächlich auf eigene Faust gekommen war, ohne Kompetenz zur Führung von Friedensverhandlungen. Premierminister Churchill hatte nach der Lektüre des Gesprächsprotokolls den Eindruck einer „Unterhaltung mit einem mental retardierten Kind, […] die uns etwas von der Atmosphäre in Berchtesgaden vermittelt“. Als Heß bemerkte, dass die Briten ihn nicht ernst nahmen und sein Flug gescheitert war, versuchte er am 15. Juni erstmals, sich das Leben zu nehmen.
In der Forschung wurde zuweilen die Ansicht vertreten, dass Heß seine Friedensmission mit dem geheimen Einverständnis Hitlers unternommen hatte, da dessen außenpolitisches Programm, wie es in Mein Kampf niedergelegt war, eine Zusammenarbeit mit Großbritannien gegen die Sowjetunion vorsah. Heute ist die Forschung überwiegend der Ansicht, dass Heß seinen Flug nicht im Auftrag oder mit Wissen Hitlers unternommen hat. So vertritt der Historiker Ian Kershaw in seiner Hitlerbiographie die These, dass Hitler völlig überrascht wurde. In diesem Sinne äußerte sich auch der deutsche Historiker Rainer F. Schmidt. Der Historiker Richard J. Evans schreibt, dass Heß’ Mission „auf seinen eigenen Illusionen“ beruht habe, „nicht auf der Täuschung anderer“. Er habe geglaubt, ein Frieden mit Großbritannien sei in Hitlers Sinn, da ein solcher Frieden sowohl Hitlers „seit langem bestehenden Traum von einem britischen Bündnis verwirklichen als auch die Gefahr eines Zweifrontenkriegs beseitigen würde“. Auch nach Görtemaker unternahm Heß seinen Flug nicht als „Friedensbote“, sondern um „der Wehrmacht den Rücken für ihren Angriff auf die Sowjetunion freizumachen und den Nationalsozialismus davor zu bewahren, durch Hitler in den Untergang zu stürzen“, denn einen Zweifrontenkrieg habe er für fatal für das Deutsche Reich gehalten.
In dem von Heß zurückgelassenen Brief erläuterte er, da alle traditionellen diplomatischen Mittel gescheitert seien, könne ein Bündnis mit Großbritannien jetzt nur noch durch die „außerordentliche persönliche Initiative eines Einzelnen“ erreicht werden. Dieses Bündnis sei notwendig, um einen Krieg der „germanischen Brudervölker“ zu beenden, der in beiden Ländern die „beste Volkssubstanz“ vernichte und dem „Weltbolschewismus“ zum Sieg verhelfe.
Hitler ließ zunächst Heß’ Personal festnehmen. Einer seiner Adjutanten wurde bis zum Kriegsende in einem Konzentrationslager festgehalten, weil er die Pläne von Heß, in die er eingeweiht war, nicht gemeldet hatte. Weil Heß – Walter Schellenbergs unbestätigten Berichten zufolge – ein stiller Förderer und Anhänger der Anthroposophie Rudolf Steiners sowie diverser Astrologen und Hellseher gewesen sein soll, wurden nach seinem Flug kollektive Verhaftungen auf diese Gruppen ausgedehnt. So kam es am 9. Juni 1941 zur Aktion gegen Geheimlehren und sogenannte Geheimwissenschaften. Hitler enthob Heß aller Partei- und Staatsämter. Allerdings gewährte er Heß’ Ehefrau eine Rente, zusätzlich ordnete er im Mai 1943 an, ihren (dann im September desselben Jahres bei einem Luftangriff zerstörten) Besitz in Harlaching dauerhaft für sie zu sichern, und wies die Parteikanzlei an, die notwendigen Mittel für den Unterhalt des Hauses zur Verfügung zu stellen.
Hitler ernannte keinen neuen „Stellvertreter des Führers“. Stattdessen wurde Heß’ Dienststelle in „Parteikanzlei“ umbenannt und Heß’ Stabsleiter Martin Bormann unterstellt, der gleichzeitig mit den Befugnissen eines Reichsministers ausgestattet wurde. Die offizielle Erklärung der deutschen Regierung sagte, dass Heß zum Opfer von durch alte Kriegsverwundungen ausgelösten Halluzinationen geworden sei.

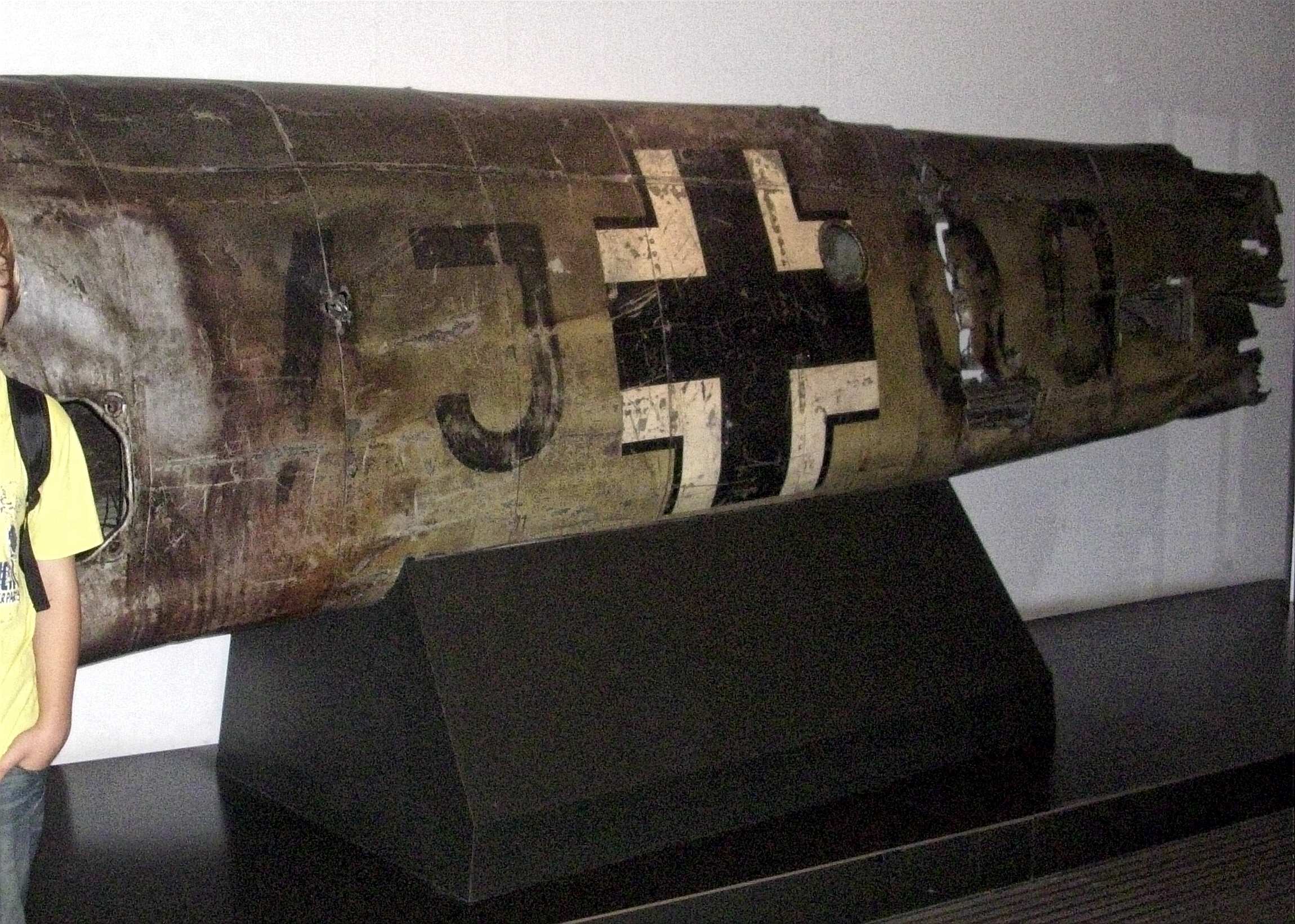
Rumpfteil der von Heß geflogenen Messerschmitt Bf 110 E-1/N im Imperial War Museum London

Die teils widersprüchlichen offiziellen Erklärungen wurden in Teilen der Bevölkerung mit Skepsis aufgenommen. Es kursierten die Verse:
Es geht ein Lied im ganzen Land:

Wir fahren gegen Engelland.

Doch wenn dann wirklich einer fährt,

So wird er für verrückt erklärt.
In der britischen Regierung war man kurzzeitig unentschlossen, wie man Heß’ Flug propagandistisch ausnutzen sollte. Es gab Überlegungen, ihn als Überläufer hinzustellen, der aus Verzweiflung über die Unmöglichkeit eines Endsieges gehandelt habe, um so den Kriegswillen der deutschen Bevölkerung zu unterminieren. Diese Propagandalinie befürchtete gleichzeitig auch Joseph Goebbels, der sich durch die „Blamage des Falls Heß […] direkt geohrfeigt“ fühlte:

„Ich lese jetzt schon mit Abstand die Greuelmeldungen aus London. […] Der gute Heß wird da in einer Weise mißbraucht, die jeder Beschreibung spottet. Seine kindische Naivität bringt uns einen Schaden ein, der gar nicht abzumessen ist.“

Churchill ließ sich von Außenminister Anthony Eden und dem neuen Minister für Flugzeugproduktion Lord Beaverbrook überreden, Heß propagandistisch nicht gegen das NS-Regime, sondern gegen die mit diesem verbündete Sowjetunion zu nutzen. Weil bekannt war, dass Stalin eine Zusammenarbeit der kapitalistischen Staaten gegen die Sowjetunion befürchtete, streute die britische Regierung Gerüchte aus, die von einem Erfolg der Heß’schen Mission und einer bevorstehenden Wendung Deutschlands nach Osten sprachen. Zu diesem Zweck ließ Churchill auch die Falschinformation ausstreuen, Heß würde als letzter in einer langen Reihe von prominenten Gefangenen in der 900 Jahre alten Festung im Tower festgehalten. Die von Churchill angekündigte öffentliche Erklärung zum Heßflug blieb aus und Beaverbrook wies die Presse an, so viel Spekulation, Gerüchte und Diskussion über Heß wie nur möglich zu verbreiten. Als sich der sowjetische Botschafter Iwan Maiski im Foreign Office erkundigte, wie die Regierung zu Heß’ Friedensangebot stehe, blieb der Parlamentarische Unterstaatssekretär Rab Butler so reserviert, dass der Botschafter glaubte, ein Friedensschluss zwischen Deutschland und Großbritannien stehe kurz bevor.
Mit dieser Desinformationspolitik wollten die Briten Stalin dazu bringen, sich entweder von seinem nationalsozialistischen Bündnispartner abzuwenden und zusammen mit Großbritannien eine gemeinsame Abwehrfront zu errichten oder einen Präventivschlag gegen Deutschland zu beginnen, das dann einen Zweifrontenkrieg würde führen müssen. Das Verwirrspiel trug mit dazu bei, dass Stalin Meldungen im Vorfeld des deutschen Überfalls am 22. Juni nicht ernst nahm. Denn nicht nur hatte Richard Sorge aus Tokio berichtet, auch Außenminister Eden hatte seit Juni Erkenntnisse der Dechiffrierspezialisten in Bletchley Park an Stalin weitergeleitet. Schließlich veränderte der deutsche Überfall die Rahmenbedingungen zu Gunsten Großbritanniens. Somit war das britische „Spiel mit Rudolf Heß als Figur auf dem Schachbrett der Krisensituation des Frühsommers 1941 aufgegangen“. Am 12. Juli beendete ein Militärbündnis mit der Sowjetunion die britische Isolation in Europa.
Mit zunehmender Haftdauer wuchs bei Heß die Überzeugung, dass er ermordet werden solle. So entwickelte er eine an Verfolgungswahn grenzende Angst, man wolle ihn vergiften. Manchmal bestand er darauf, sein Essen mit den MI6-Offizieren auszutauschen. Nachrichten aus den deutschen KZs hielt Heß, obwohl er maßgeblich an der Verfolgung der Opposition und der nationalsozialistischen Rassengesetzgebung beteiligt war, für übertrieben und schrieb, nach seiner Rückkehr werde er untersuchen, ob „Unterorgane in den K.Z.-Lagern Handlungen ohne Wissen und gegen den Willen der Führenden“ begangen hätten. Zusätzlich setzte er in einer schriftlichen Protestnote die Verhältnisse in den deutschen Lagern mit der „Behandlung von Iren in Irland, von Indiern (sic!) in Indien, von Arabern in Palästina“ gleich. Er beschwerte sich zudem über unnötigen Lärm und Störungen, die man seinetwegen veranstalte, und forderte die Bestrafung der dafür Verantwortlichen. Heß’ fragwürdiges Verhalten ließ die Bewacher annehmen, dass er möglicherweise geisteskrank war. Der Psychiater John Rawlings Rees kam nach einer persönlichen Unterredung zu dem Schluss, dass Heß psychisch krank war und an Depressionen litt. In seinen Tagebüchern aus seiner Gefangenschaft finden sich viele Hinweise auf Besuche von Rees, den er nicht mochte. Er beschuldigte Rees darin, ihn „hypnotisieren“ und vergiften zu wollen.
Wie Heß 1947 aus Nürnberg seiner Frau berichtete, war sein Verhalten in Mytchett Place „ein großes Theater“, das er in der Hoffnung inszeniert habe, unter den Bedingungen der Genfer Konvention auf einem schwedischen Lazarettschiff für Kriegsgefangene, die aus gesundheitlichen Gründen nach Deutschland zurückgeführt wurden, einen Platz zu bekommen.

### Nachkriegszeit

#### Nürnberger Prozesse

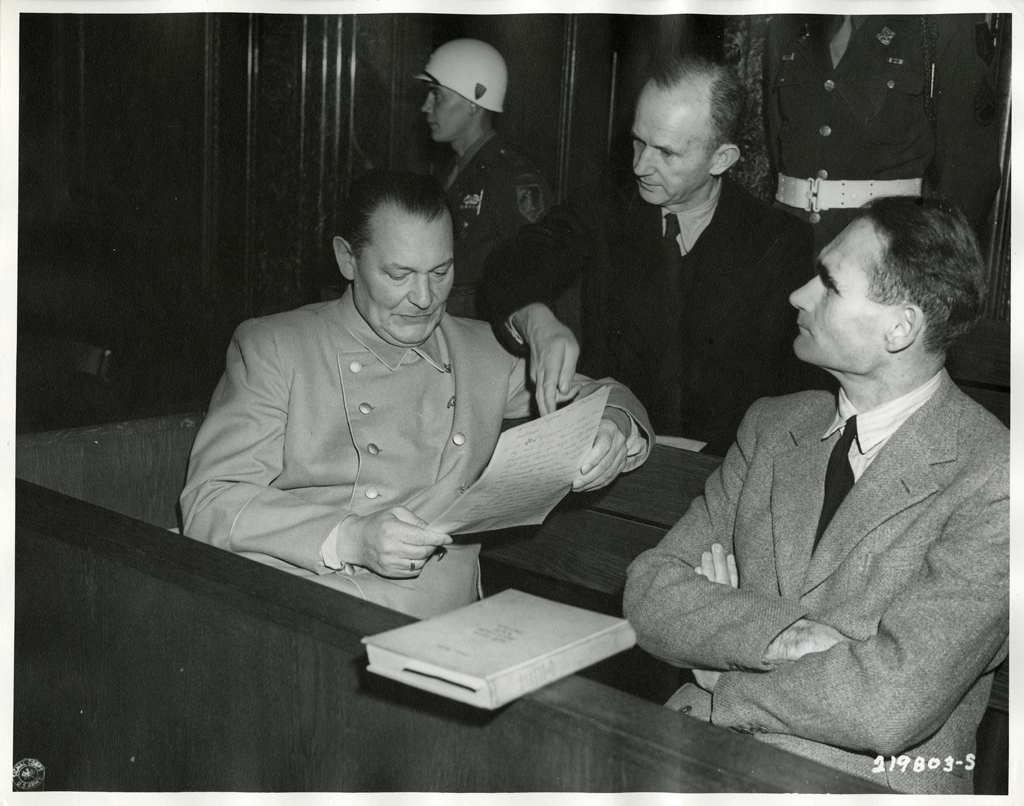
Hermann Göring, Karl Dönitz und Rudolf Heß (von links), als Angeklagte in Nürnberg

In den Nürnberger Prozessen wurde Heß wegen Planung eines Angriffskrieges und Verschwörung gegen den Frieden zu lebenslanger Haft verurteilt und in das alliierte Militärgefängnis Berlin-Spandau überführt.
Heß behauptete in Nürnberg anfangs, an „fortschreitendem Gedächtnisschwund“ zu leiden, woraufhin eine Kommission zur Untersuchung seiner Gesundheit gebildet und Heß’ Gedächtnisschwund bestätigt wurde. Nach einem Antrag auf vorläufige Verfahrenseinstellung erklärte Heß überraschend, dass sein Gedächtnis ab nunmehr nach außen hin wieder zur Verfügung stehe. Er habe seinen Gedächtnisschwund lediglich aus taktischen Gründen vorgetäuscht und sich diese Erklärung ursprünglich für einen späteren Zeitpunkt vorbehalten, wolle aber verhindern, dass deswegen das Verfahren gegen ihn eingestellt werde.
Daraufhin wurde der Antrag auf vorläufige Verfahrenseinstellung abgelehnt. Dennoch stellte der Gefängnispsychologe Gustave M. Gilbert am 17. August 1946 erneut fest, dass Heß an Gedächtnisschwund leide.
Bei der Konfrontierung mit den KZ-Grausamkeiten zeigte Heß sich unerschüttert. In seinem Schlusswort im Nürnberger Prozess sprach er den Anklägern das Recht ab, sich mit „innerdeutschen Dingen“ zu befassen, die Ausländer nichts angehen würden. Alle Vorwürfe gegen das deutsche Volk seien im Grunde „Ehrerweisungen“, da sie ja von Deutschlands Gegnern kämen. Heß bekannte sich glücklich, unter Hitler gedient zu haben, „dem größten Sohne […], den mein Volk in seiner tausendjährigen Geschichte hervorgebracht hat“, und seine „Pflicht als Deutscher, als Nationalsozialist, als treuer Gefolgsmann meines Führers“ getan zu haben. Er bereue nichts.

#### Haftzeit im Kriegsverbrechergefängnis Spandau

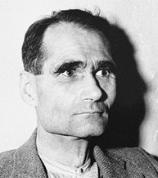
Rudolf Heß, November 1946

Heß wurde zur Strafverbüßung mit den sechs anderen zu Haftstrafen verurteilten Kriegsverbrechern am 18. Juli 1947 in die Viermächtestadt Berlin gebracht. Dort kamen sie in das Kriegsverbrechergefängnis Spandau, das die Alliierten im britischen Sektor gemeinsam betrieben. Unter den Häftlingen gingen wie zuvor in der Führungsriege der Nationalsozialisten die Rivalitäten weiter, so dass sich kleine Gruppen bildeten. Heß aber blieb ein Außenseiter, da seine Persönlichkeit unsoziale Züge trug und er erkennbar geistig instabil war. Er war der Einzige, der den Gottesdiensten in der Gefängniskapelle meist fernblieb. Er mied außerdem im Gefängnis jede Art von Arbeit, die er als unter seiner Würde betrachtete, wodurch er bei seinen Mitgefangenen Unmut erregte.
Zudem war er ein paranoider Hypochonder. Er glaubte fortwährend, dass man ihn vergiften wolle, so dass er nie die Essensportion nahm, die eigentlich für ihn bestimmt war. Er schrie und stöhnte oft Tag und Nacht wegen Schmerzen, deren Echtheit aber sowohl von seinen Mitgefangenen als auch von der Gefängnisleitung angezweifelt wurden, da Heß sich mit Placebos ruhigstellen ließ und man daher annahm, die Schmerzen seien vorgetäuscht oder psychosomatisch. Die Häftlinge Erich Raeder, Karl Dönitz und Baldur von Schirach sahen sie als Hilferufe zur Erregung von Aufmerksamkeit oder als Methode der Arbeitsverweigerung an. Heß erhielt nämlich durch seinen Zustand einige Privilegien und durfte einigen Arbeiten fernbleiben, wodurch er den Ärger der anderen auf sich zog.
Albert Speer und Walther Funk kamen ihm aber eher entgegen. Speer, ebenfalls ein Außenseiter, machte sich bei den anderen unbeliebt, indem er dieses Verhalten von Heß tolerierte und ihn sogar vor den Gefängniswachen verteidigte.
Erich Raeder und Walther Funk, ebenfalls zu lebenslänglichen Haftstrafen verurteilt, aber gesundheitlich angeschlagen, wurden vorzeitig in den Jahren 1955 (Raeder) und 1957 (Funk) entlassen. Beide starben 1960. Dönitz wurde 1956 nach regulärer Verbüßung seiner vollen Haftstrafe entlassen, und als 1966 auch Speer und Schirach regulär entlassen worden waren, blieb Heß der einzige Insasse des Gefängnisses.
Aus Sorge um seine geistige Gesundheit einigten sich die Gefängnisdirektoren darauf, die zuvor recht harten Haftbedingungen zu lockern. Er durfte in eine größere Zelle umziehen und erhielt einen Wasserkocher, so dass er sich jederzeit Tee oder Kaffee machen konnte. Weiterhin wurde seine Zelle nicht mehr verschlossen, so dass er ständigen Zugang zu den Waschgelegenheiten des Gefängnisses sowie zur Gefängnisbücherei erhielt.
Zu Heß’ psychischer Verfassung schrieb der Historiker und Psychoanalytiker Daniel Pick, Heß sei für die Experten ein Rätsel geblieben, „zwanghaft, hysterisch, paranoid und schizoid; ein Simulant, Manipulator und Phantast; hoch neurotisch; gespalten und verwirrt; wunderlich verdreht und phobisch“. Die Befunde der verschiedenen Untersuchungen erbrachten immer wieder ein anderes Ergebnis. Daraus könne man schließen, so Pick, dass Heß seine „Krankheit“ als einen Vorhang benutzt habe, um sich einer näheren Beurteilung zu entziehen.
Heß, der sich stets geweigert hatte, im Kriegsverbrechergefängnis Besuch zu empfangen, war 1969 erstmals bereit, bei einem notwendigen Krankenhausbesuch außerhalb des Gefängnisses seine Frau und seinen mittlerweile erwachsenen Sohn Wolf Rüdiger Heß zu sehen.

#### Entlassungsgesuche und Nachforschungen
Gesuche auf vorzeitige Entlassung aus der Gefangenschaft scheiterten am Veto der Sowjetunion. Selbst unzweifelhaft antinationalsozialistische Persönlichkeiten kritisierten die Behandlung von Heß. So schrieb Winston Churchill in seinem Buch The Grand Alliance von 1950, dass er glücklich sei, nicht dafür verantwortlich zu sein, da es sich bei Heß nicht um eine Strafsache, sondern mehr um einen medizinischen Fall gehandelt habe. Auch der britische Chefankläger bei den Nürnberger Prozessen, Sir Hartley Shawcross, bezeichnete im Jahr 1977 die fortwährende Inhaftierung von Heß als einen „Skandal“.
1977 stellte die rechtsextremistische Aktionsgemeinschaft Nationales Europa ihn als Kandidaten für die Europawahlen auf.
In den 1970er- und 1980er-Jahren setzten sich Politiker und Kirchenvertreter für eine Freilassung aus humanitären Gründen ein, auch um eine Verklärung als Märtyrer zu verhindern. Bundespräsident Gustav Heinemann wandte sich dazu kurz vor seinem Ausscheiden aus dem Amt 1974 schriftlich an die Regierungschefs der Alliierten. Die Bundesregierung stellte zu Heß’ 90. Geburtstag 1984 ein Gnadengesuch. In seiner Weihnachtsansprache 1985 bat schließlich der damalige Bundespräsident Richard von Weizsäcker um Gnade für Heß. Ursprünglich hatte Weizsäcker geplant, bereits in seiner berühmten Rede zum 8. Mai 1985 die Freilassung von Heß zu fordern. Weizsäckers Pressesprecher und Redenschreiber Friedbert Pflüger hatte dies mit Hinweis auf die damals gerade aufgeflammte Bitburg-Kontroverse jedoch zunächst noch verhindert. Am 13. April 1987, wenige Monate vor Heß’ Tod, meldete Der Spiegel, dass Michail Gorbatschow dessen Freilassung plane.
Rudolf Heß’ Sohn Wolf Rüdiger Heß versuchte zeitlebens, die Freilassung seines Vaters bzw. bessere Haftbedingungen zu erwirken. 1967 gründete er dazu die Hilfsgemeinschaft Freiheit für Rudolf Heß. Zum Ersten Vorsitzenden wurde Max Sachsenheimer gewählt. Aus ihr ging 1989 die Rudolf-Heß-Gesellschaft hervor, deren Ziel es ist, die geschichtliche Darstellung Heß’ zu revidieren und angeblich vertuschte Umstände seiner Gefangenschaft und seines Todes aufzuklären. Bis zu seinem Tod am 24. Oktober 2001 war Wolf Rüdiger Heß Vorsitzender der Gesellschaft. Seitdem verwaltet seine Witwe die Position kommissarisch.
Vergeblich versuchte die Rudolf-Heß-Gesellschaft, eine Freigabe noch gesperrter britischer Akten zu Heß zu erwirken. Obwohl Sperrfristen von 30 Jahren, bei personenbezogenen Archivalien auch mehr, im Archivwesen durchaus üblich sind, knüpfen neonazistische bzw. geschichtsrevisionistische Publikationen wie der Videofilm Geheimakte Heß aus dem Jahr 2004 daran den Verdacht, die britischen Behörden wollten diese Akten nicht freigeben, um Hintergründe von Heß’ Flug und Tod zu verschleiern, die ein negatives Licht auf die Rolle der Briten werfen könnten.
Die Akten wurden nach Ablauf der Sperrfrist im Juli 2017 vom britischen Nationalarchiv freigegeben.

#### Tod und Todesursache

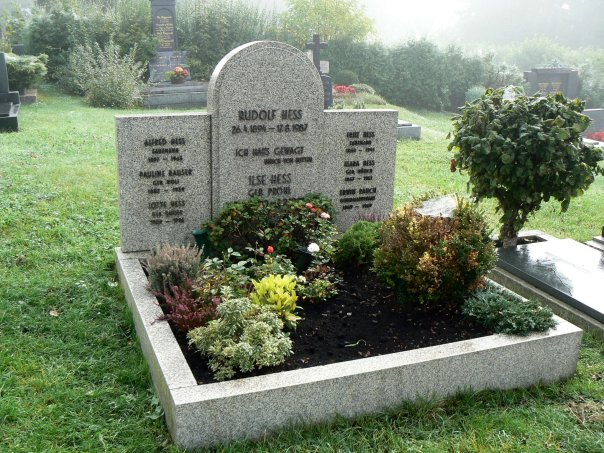
Ehemaliges Grab von Rudolf Heß in Wunsiedel mit dem Wahlspruch „Ich habs gewagt“ von Ulrich von Hutten (Bild von 2006)

Heß unternahm mindestens vier Suizidversuche. So stürzte er sich am 16. Juni 1941 von einem Balkon in Mytchett Place, am 4. Februar 1945 stieß er sich ein Brotmesser in die Brust, am 26. November 1959 zertrümmerte er seine Brille und schnitt sich mit einer der Scherben die Pulsadern auf, am 22. Februar 1977 unternahm er das gleiche mit einem Messer.
Am 17. August 1987 tötete Heß sich selbst, indem er sich mit einem an einem Fenstergriff befestigten Verlängerungskabel erhängte. Er war an diesem Tag wie jeden Tag im Garten des Gefängnisses spazieren gegangen. In dessen Mitte befand sich eine ungefähr 15 m² große Gartenlaube, die mit Glasfassade, Sessel, Tisch und Heizung ausgestattet war. In dieser schien er sich etwas auszuruhen. Kurz darauf fand ein Wachsoldat Heß mit dem am Fenster befestigten Kabel um den Hals. Einen Tag vorher hatte er an seinen Sohn einen Abschiedsbrief auf der Rückseite des letzten Briefes von diesem mit dem Datum des 20. Juli 1987 verfasst. Darin enthalten die Worte „geschrieben ein paar Minuten vor meinem Tod“.
In einer schon seit langem vorbereiteten Presseerklärung der Alliierten, die direkt danach veröffentlicht wurde, hieß es, Heß sei „im Gefängnis verstorben“. Am darauffolgenden Tag wurden weitere Details veröffentlicht. Angeblich hatte sich die Sowjetunion dem zunächst widersetzt. Heß’ Leichnam wurde am selben Tag vom britischen Gerichtsmediziner James Cameron obduziert. Auch diese Autopsie war Teil des bereits länger zuvor vorbereiteten Notfallplans der britischen Militärverwaltung mit dem Codenamen PARADOX, der Details enthielt, wie beim Tod von Heß zu verfahren sei.
Infolge des Todes von Heß verschwand mit dem Kriegsverbrechergefängnis eine der letzten von allen vier Mächten gemeinsam betriebenen Einrichtungen in Berlin. Der britische Stadtkommandant ließ es abreißen, um auszuschließen, dass es zu einem Pilgerziel für Neonazis würde.
Kurz vor seinem Tod hatte Heß 1987 den Wunsch geäußert, im Grab seiner Eltern auf dem evangelischen Friedhof der Stadt Wunsiedel bestattet zu werden. Er hatte zwar nie in der Stadt gelebt, aber seinem Wunsch wurde aus dem christlichen Beweggrund entsprochen, nicht über den Tod hinaus zu richten.
Als der Pachtvertrag für das Grab von Heß in Wunsiedel zur Verlängerung anstand, wurde er zum 5. Oktober 2011 seitens der evangelischen Kirchengemeinde Wunsiedel gekündigt. Damit verbunden war die Hoffnung, dass das Interesse von Neonazis an Aufmärschen in Wunsiedel weiter schwinden würde. Mit Zustimmung der Erben Heß’ wurde die gesamte Grabstätte am 20. Juli 2011 aufgelöst. Heß’ Gebeine wurden exhumiert, eingeäschert und anschließend auf See bestattet.
Sein Nachlass liegt im Schweizerischen Bundesarchiv in Bern.

## Rezeption

### Populärwissenschaftliche Literatur
Die Briten hatten ihre Akten zu Heß ursprünglich bis 2018 gesperrt, was im Widerspruch zu ihrer stets wiederholten Behauptung zu stehen schien, er habe keinerlei substantielle Informationen oder Angebote mitgebracht. Daher blühte lange eine populärwissenschaftliche Literatur mit verschiedenen Verschwörungstheorien. Der englische Historiker John Costello argumentiert, die britischen Geheimdienste hätten vom Heß-Flug unterrichtet sein müssen, da Heß andernfalls die britische Flugabwehr nicht hätte überwinden können. Costellos Untersuchungen zufolge sei der Flug von Heß das Ergebnis einer Operation der britischen Geheimdienste, die einigen Vertretern des nationalsozialistischen Regimes suggeriert hätten, es gebe in England vor allem in der Aristokratie Kreise, die Druck ausüben könnten, um einen Verhandlungsfrieden zu erwirken. Richard Deacon, ein Pseudonym des britischen Journalisten Donald McCormick, will über eine Zeugenaussage des 1964 verstorbenen Marineagenten und James-Bond-Erfinders Ian Fleming verfügen, wonach der britische Geheimdienst den okkultismusgläubigen Heß mit einem gefälschten Horoskop zu seinem Flug animiert hätte. Fleming habe unter den leichtgläubigen, führenden Nationalsozialisten Heß als besten Anwärter befunden, weil dieser sich mit Astrologie befasste und den Frieden mit England wollte, um Deutschland vor Belastungen bei einem Krieg gegen Russland zu bewahren. Der britische Arzt Hugh Thomas vertrat 1979 die Überzeugung, Heß sei als Konkurrent Himmlers kurz nach dem Start auf dessen Befehl abgeschossen worden; in Schottland angekommen und in Nürnberg verurteilt worden sei in Wahrheit ein Doppelgänger. 1988 behauptete Thomas, dieser Doppelgänger sei 1987 im Spandauer Gefängnis ebenfalls ermordet worden, da man befürchtet habe, dass er in Freiheit vermeintliche Kenntnisse über eine damalige Verschwörung gegen die Churchill-Regierung preisgeben könne. Der Geschichtsrevisionist Martin Allen vertritt die Ansicht, dass die von Heß als aussichtsreich angesehene Friedensinitiative durch Churchill, den seines Erachtens eigentlichen Schuldigen am Zweiten Weltkrieg, torpediert worden sei, da er sich von einem Kriegseintritt der Sowjetunion und der USA die endgültige Vernichtung Deutschlands versprochen habe. Diese Thesen untermauerte er mit Papieren im britischen Nationalarchiv, die sich als Fälschungen erwiesen. Allens Thesen werden unter anderem von dem Historiker Stefan Scheil und in dem geschichtsrevisionistischen Film Geheimakte Heß verbreitet.

### Zweifel an der Todesursache
Angehörige führten an, dass Heß, zum Zeitpunkt seines Todes 93 Jahre alt, kaum mehr ohne Hilfe seines Pflegers laufen, seine Schuhe binden oder die Arme über Schulterhöhe habe heben können, sodass ein Suizid unmöglich gewesen sei. Sie glauben daher, Heß sei durch den englischen Geheimdienst Secret Intelligence Service im Wege eines vorgetäuschten Suizids ermordet worden. Aus diesem Grund beauftragte die Familie zwei Tage nach Heß’ Tod eine zweite Obduktion, die im Institut für Rechtsmedizin der Universität München von den bekannten Gerichtsmedizinern Wolfgang Spann und Wolfgang Eisenmenger vorgenommen wurde. Die von der Familie aufgeworfene Frage, ob ein Erdrosseln oder Erhängen vorlag, konnte das Nachgutachten nicht beantworten, da wichtige Halseingeweide wie Kehlkopf, Luftröhre, Schilddrüse und eine Halsschlagader infolge der britischen Erstobduktion fehlten und es im Nachhinein nicht mehr zu unterscheiden war, ob die vorliegende Gewalteinwirkung gegen den Hals durch Erhängen oder Erdrosseln hervorgerufen wurde. Beweise für eine Ermordung wurden bei der Obduktion nicht gefunden. Spann kritisierte aber einige Details der Erstobduktion und klassifizierte die Strangulationsmale als atypisch für ein Erhängen. Dies wird von Vertretern der Mordthese als Beweis angesehen. Heß’ letzter Pfleger Abdallah Melaouhi und der 1972 seines Amtes enthobene Gefängnisdirektor Eugene Bird werden von den Vertretern der Mordthese als Belastungszeugen dargestellt. Bird hatte schon 1974 sein Buch Rudolf Heß: Stellvertreter des Führers vorgelegt, Melaouhi veröffentlichte 2008 in Zusammenarbeit mit dem Mitglied des Bundesvorstandes der NPD Olaf Rose sein Buch Ich sah den Mördern in die Augen! Die letzten Jahre und der Tod von Rudolf Heß. Er referiert seitdem dazu vor Neonazis. Vier graphologische Gutachten von 1988 bis 2000 (davon drei von Wolf Rüdiger Heß in Auftrag gegeben) bestätigten zudem die Echtheit von Heß’ Abschiedsbrief. Im Jahr 2008 äußerte sich erstmals einer von Heß’ Beichtvätern, der französische Militärgeistliche Michel Roehrig. Er zeigte sich überzeugt, dass Heß Suizid begangen habe; er sei zuletzt sehr deprimiert gewesen, habe nicht mehr an eine Begnadigung geglaubt und seinen körperlichen Verfall nicht mehr ertragen. Der eilig durchgeführte Abriss des Gartenhauses sowie des gesamten Gefängnisses, der von Heß’ Angehörigen als Untermauerung ihrer Mordthese angeführt und als Beseitigung angeblicher Beweismittel interpretiert wurde, ging auf eine Vereinbarung zwischen den Vier Mächten aus dem Jahr 1982 zurück. Der ebenfalls von den Angehörigen ins Feld geführte Text der ersten Presseerklärung, in dem Heß’ Tod bekanntgegeben, aber weder der Suizid noch sein Abschiedsbrief erwähnt worden waren, war ebenfalls 1982 formuliert worden und beruhte auf der Annahme eines natürlichen Todes. Da der sowjetische Gefängniskommandant sich im August 1987 im Urlaub befand und sein Stellvertreter ohne neue Direktiven einem aktualisierten Text nicht zustimmen wollte, griffen die Westmächte auf die vorgefertigte alte Erklärung zurück.

### Auswirkungen auf die Neonazi-Szene

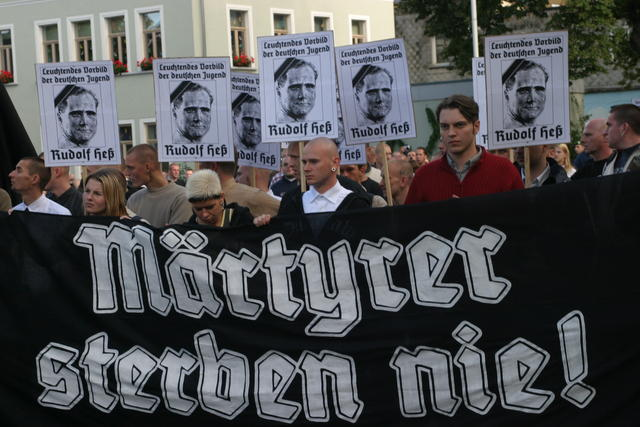
Neonazis beim Rudolf-Heß-Gedenkmarsch 2004 in Wunsiedel

Heß gilt in der Neonazi-Szene aufgrund seines ungebrochenen Bekenntnisses zum Nationalsozialismus, seiner 46-jährigen Haftzeit und der Verschwörungstheorien, die sich sowohl um seinen Flug nach Großbritannien als auch um seinen Tod ranken, als Märtyrer und „Friedensflieger“. Als Beispiel für die „apologetisch-abstruse“ Sicht auf Heß, die in neonazistischen Kreisen verbreitet ist, zitiert Rainer F. Schmidt die kontrafaktische Spekulation seines Sohnes Wolf Rüdiger Heß, wonach bei einem Erfolg seines Fluges nach Großbritannien „der deutsche Angriff auf die Sowjetunion unterblieben“ und die „europäische Judenfrage“ einer friedlichen Lösung zugeführt worden wäre. Rudolf Heß selbst hatte allerdings noch in Aufzeichnungen, die in seiner Zelle entdeckt wurden, keinen Zweifel daran gelassen, dass er den Krieg gegen die Sowjetunion für notwendig hielt, um einer „Bolschewisierung Europas“ entgegenzutreten und einem „russischen Angriff zuvorzukommen“. Sein Todestag war seit 1987 alljährlich zum Anlass für neonazistische Aufmärsche geworden, die so genannten Rudolf-Heß-Gedenkmärsche in der oberfränkischen Stadt Wunsiedel, in der Rudolf Heß begraben war. 1988 bis 1990 wurden Kundgebungen mit Genehmigung des Verwaltungsgerichts Bayreuth abgehalten. Von 1991 bis 2000 waren die Demonstrationen verboten und wurden trotz der Verbote in anderen Städten und auch in anderen Ländern (etwa in den Niederlanden und Dänemark) durchgeführt. 2001 wurden die Demonstrationen in Wunsiedel erstmals erlaubt und zählten mit etwa 2500 Teilnehmern im Jahr 2002 und 3800 Teilnehmern im Jahr 2004 zu den größten Neonazidemonstrationen in Deutschland. Die Demonstrationen in diesen Jahren wurden auch vom Bundesverfassungsgericht zugelassen.
Um zu zeigen, dass sie sich nicht mit diesen Aufmärschen identifizieren, organisierten Bürger Wunsiedels Gegendemonstrationen und gründeten Bürgerinitiativen, die sich für Toleranz, Engagement und Zivilcourage einsetzen. Eine Änderung des Strafgesetzbuches im Jahr 2005, das die Billigung, Rechtfertigung oder Verherrlichung der nationalsozialistischen Herrschaft unter Strafe stellt, ermöglichte ein Verbot der Aufmärsche. In den Jahren 2005 und 2006 wurde der Aufmarsch erneut verboten. Diese Entscheidung wurde beide Male vom Verwaltungsgericht Bayreuth, dem Bayerischen Verwaltungsgerichtshof und dem Bundesverfassungsgericht bestätigt (siehe auch Wunsiedel-Entscheidung). Seither finden in Wunsiedel nur noch Schweigemärsche mit geringen Teilnehmerzahlen statt.
Da der 20. Todestag im Jahr 2007 von besonderer symbolischer Bedeutung war, wurden in zahlreichen Orten Deutschlands im Vorfeld Demonstrationsverbote verhängt, die von den Veranstaltern gerichtlich angefochten wurden. So durften hierzu in ganz Sachsen-Anhalt keine Demonstrationen durchgeführt werden. In München wurde ein Aufmarsch unter Auflagen zugelassen. Der Landkreis Forchheim legte gegen den Beschluss des Verwaltungsgerichts Bayreuth Beschwerde vor dem Bayerischen Verwaltungsgerichtshof ein, eine Demonstration in Gräfenberg zuzulassen.
Im 2008 erschienenen Buch Les 7 de Spandau (Die Sieben von Spandau) sagten Charles Gabel und Michel Roehrig, die letzten Beichtväter von Heß, aus, dass Heß Neonazis, die für ihn demonstrierten, immer wieder als „Dummköpfe“ bezeichnet habe. Er habe in der zweiten Hälfte seiner 40-jährigen Haft einen tiefgreifenden Wandel vollzogen und am Ende nichts mehr von einem Nationalsozialisten oder Antisemiten an sich gehabt.

## Publikationen
- Was will die nationalsozialistische – deutsche Arbeiterpartei? In: Völkischer Beobachter vom 31. Juli 1921.
- Wie wird der Mann beschaffen sein, der Deutschland wieder zur Höhe führt? Ausschreibung der Universität München vom November 1921.[135]

### Biografisches/Allgemeines
- Eugene Bird: Hess. Der Stellvertreter des Führers. Englandflug und britische Gefangenschaft. Nürnberg und Spandau. Kurt Desch, München 1974, ISBN 3-420-04701-0.
- Manfred Görtemaker: Rudolf Hess. Der Stellvertreter. C. H. Beck Verlag, München 2023, ISBN 978-3-406-65291-2.
- Rudolf Heß: Briefe 1908–1933, hrsg. von Wolf Rüdiger Heß, mit Einfügung und Kommentaren von Dirk Bavendamm. Langen-Müller, München u. a. 1987, ISBN 3-7844-2150-4.
- Peter Longerich: Hitlers Stellvertreter. Führung der Partei und Kontrolle des Staatsapparates durch den Stab Heß und die Partei-Kanzlei Bormann. K.G. Saur, München 1992, ISBN 3-598-11081-2.
- Dietrich Orlow: Rudolf Heß. „Stellvertreter des Führers“. In: Ronald Smelser, Rainer Zitelmann (Hrsg.): Die braune Elite I. 22 biographische Skizzen. 3. Auflage, Wiss. Buchgesellschaft, Darmstadt 1994, ISBN 3-534-80036-2, S. 84–97.
- Kurt Pätzold und Manfred Weißbecker: Rudolf Heß – Der Mann an Hitlers Seite. Militzke, Leipzig 1999, ISBN 3-86189-157-3 Taschenbuchausgabe Militzke 2003. (Rezension von Armin Nolzen).
- Alfred Seidl: Der Fall Heß 1941–1987. Dokumentation des Verteidigers. 3. Auflage, Universitas, München 1988, ISBN 3-8004-1066-4.

### „Englandflug“
- Jo Cox: Propaganda and the Flight of Rudolf Hess, 1941–45. In: Journal of Modern History. Bd. 83, 2011, S. 78–110 (doi:10.1086/658050).
- James Douglas-Hamilton: Geheimflug nach England – Der „Friedensbote“ Rudolf Heß und seine Hintermänner. Droste, Düsseldorf 1973, ISBN 3-7700-0292-X.
- Richard J. Evans: Warum flog Rudolf Heß nach Großbritannien?, in: ders.: Das Dritte Reich und seine Verschwörungstheorien. Wer sie in die Welt gesetzt hat und wem sie nutzen – von den »Protokollen der Weisen von Zion« bis zu Hitlers Flucht aus dem Bunker. München 2021. S. 173–233.
- Franz Graf-Stuhlhofer: Hitler zum Fall Heß vor den Reichs- und Gauleitern am 13. Mai 1941. Dokumentation der Knoth-Nachschrift. In: Geschichte und Gegenwart. Vierteljahreshefte für Zeitgeschichte, Gesellschaftsanalyse und politische Bildung, Nummer 18 (1999) 95–100 [Wilhelm Knoth war Gauamtsleiter in Kassel].
- Roy Conyers Nesbit, Georges Van Acker: The Flight of Rudolf Hess: Myths and Reality. Sutton Publishing, 1999, Rev. Paperback Ed. 2007. ISBN 978-0-7509-4757-2.
- Armin Nolzen: Der Heß-Flug vom 10. Mai 1941 und die öffentliche Meinung im NS-Staat. In: Martin Sabrow (Hrsg.): Skandal und Diktatur. Öffentliche Empörung im NS-Staat und in der DDR. Wallstein Verlag, Göttingen 2004, ISBN 978-3-89244-791-7.
- Rainer F. Schmidt: Rudolf Heß – „Botengang eines Toren?“ Der Flug nach Großbritannien vom 10. Mai 1941. 3. Auflage. Econ, Düsseldorf 2000, ISBN 3-430-18016-3.
- Rainer F. Schmidt: Der Heß-Flug und das Kabinett Churchill. In: Vierteljahrshefte für Zeitgeschichte. Band 42, 1994, Heft 1, S. 1–38 (PDF).

### Bedeutung in der Neonazi-Szene
- Thomas Dörfler, Andreas Klärner: Der „Rudolf-Heß-Gedenkmarsch“ in Wunsiedel. Rekonstruktion eines nationalistischen Phantasmas. In: Mittelweg 36. Bd. 13, 2004, Heft 4, S. 74–91 (online bei Rechtsextremismusforschung.de).
- Michael Kohlstruck: Fundamentaloppositionelle Geschichtspolitik. Die Mythologisierung von Rudolf Heß im deutschen Rechtsextremismus. In: Claudia Fröhlich, Horst-Alfred Heinrich (Hrsg.): Geschichtspolitik. Wer sind ihre Akteure, wer ihre Rezipienten? Franz Steiner, Stuttgart 2004, ISBN 3-515-08246-8.